# Roy Bethell
Roy Bethell (sinh ở Watford, 9 tháng 8 năm 1906, mất ở Watford, 5 tháng 11 năm 1976) là một cầu thủ bóng đá người Anh thi đấu chuyên nghiệp cho các câu lạc bộ gồm Charlton Athletic và Gillingham.  Ông có 170 lần ra sân tại Football League.